# Bakkebølle Strand
Bakkebølle Strand er et sommerhusområde med bystatus ved Storstrømmen, umiddelbart nordvest for Farøbroerne. Det hører under Vordingborg Sogn, Vordingborg Kommune og har 211 indbyggere i byområdet (2024). 1½ km nord for området findes landsbyen Bakkebølle.